# 格陵蘭自殺現象
自殺在格陵蘭是一個重大的社會問題，根據政府統計，在格陵蘭每5個人（有些研究指出則是每4個人）中即有1個人在人生當中具有自殺的念頭。就此，格陵蘭政府推出了許多政策，務求降低格陵蘭人的自殺率。

## 歷史
格陵蘭的自殺率在1970年代時開始上升，並一直到1986年才停止上升。在1970年，格陵蘭的自殺率達到了最低點。但到了1986年，自殺成為格陵蘭多數城鎮的主要死因。而到了1990年代，格陵蘭以每十萬人有107人自殺，成為世界上自殺率最高的地方。

## 發生率
精神醫學期刊《BMC 精神醫學》2009年的研究報告指出從1968年到2002年的35年中，格陵蘭總共有1351起自殺案。它們在研究中也發现不同的月份，自殺率也跟著不同。格陵蘭的自殺率在6月時達到最高峰，並在冬天時降到最低。而且在格陵蘭北部靠近北極圈的地區，夏天和冬天自殺率的差異比格陵蘭南部大。而不同地區的自殺率也有所差異，因格陵蘭北部的自殺率比南部高。
在格陵蘭，男性的自殺率比女性高。而嘗試尋短的人大部分都是15到24歲的青年男子。與其他的西方國家不同，格陵蘭的自殺率並不會因年紀而增加。

## 原因
格陵蘭的自殺率相當高，主要原因包括酗酒、抑郁、貧窮、不滿婚姻關係等原因。根據2009年《每日科學雜誌》發表的一篇報告，格陵蘭的自殺率在夏天時增加。一般認為是因為格陵蘭大部分位於北極圈以北，因此夏天一天的日光時數有時會達到24個小時，因而造成失眠，增加自殺的機率。而格陵蘭傳統文化和現代西方文化兩個文化的文化衝擊也被認為是自殺的其中的一個原因。

## 常見自殺方法
政府的統計報告指出，格陵蘭的自殺率高到每個星期至少會有一個人自殺，即使格陵蘭的人口只有五萬多人。
格陵蘭的1286個自殺個案中的各種自殺方式
自殺的個案中有95%的自殺方式是以暴力來完成自殺的念頭。最常使用的方法是上吊自殺（46%）和槍殺（37%）。而其他方法也常被使用，包括（但不限於）：從高處跳下、以鋒利的物品割自己、溺水、藥物過量和藥物中毒等。